# Ana Foxxx
Ana Foxxx (ur. 29 października 1988 w Rialto) – amerykańska aktorka i reżyserka filmów pornograficznych.

## Życiorys

### Wczesne lata
Urodziła się w Rialto w stanie Kalifornia. Jej ojciec był ministrem, który służył także w United States Air Force. Ana początkowo chciała być klaunem lub baleriną. W wieku 17 lat straciła dziewictwo. Została odkryta w sklepie spożywczym.

### Kariera
Ana pracowała jako modelka na wybiegu. W 2012 trafiła do branży rozrywkowej dla dorosłych, wzięła udział w sesji zdjęciowej na stronie Reality Kings i kilku produkcjach, w tym dla Adam & Eve Amateur Angels 25 z Johnnym Castle czy Pure Play Media 2 Chicks Same Time 12. Po raz pierwszy wzięła udział w scenie seksu analnego w Evil Angel Black Anal Addiction 2 (2013) z Mikiem Adriano.
Wystąpiła też w produkcjach: Penthouse Interracial Sexcapades (2016) z Dannym Mountainem, brownbunnies.com Tight Pink Pussy Pounded Hardcore (2014) z Seanem Michaelsem, Digital Sin Interracial Family Affair 2 (2015) z Ramónem Nomarem, Evil Angel Anal Players (2015) z Mickiem Blue, Jules Jordan Video Special Dark (2016) z Manuelem Ferrarą, Holly Randall Productions Craving Her 2 (2016), Erotica X Polyamory 2 (2016) z Jamesem Deenem oraz Tushy Teach Me Anal (2017) z Jeanem Valjeanem.
Była obecna w parodiach porno takich jak Wonder Woman – Wonder Woman XXX: An Axel Braun Parody (2015) jako Kianna z Evanem Stone’em czy Pogromcy duchów – Brazzers Ghostbusters XXX Parody (2016)/Ghostbusters XXX Parody 4 (2016) z Charlesem Derą.
W 2013 została nominowana do nagrody AVN Award w kategorii „Najlepsza nowa gwiazdka”.
Gościła na ekranie również w mainstreamowych filmach: komedii Sexy-myjnia w bikini (All American Bikini Car Wash, 2015), tragikomedii Mandarynka (Tangerine, 2015) z Jamesem Ransone’em, melodramacie ToY (2016) z Brianą Evigan i Bre Blair oraz dramacie fantastycznonaukowym Diminuendo (2018) jako Vanessa Henstridge u boku Richarda Hatcha, Derricka Pierce’a i Waltera Koeniga.

## Filmografia
| Rok  | Tytuł                                                                | Rola                | Reżyser            |
| ---- | -------------------------------------------------------------------- | ------------------- | ------------------ |
| 2015 | X-Rated: The Greatest Adult Movies of All Time (film dokumentalny)   | w roli samej siebie | Bryn Pryor         |
| 2015 | Mandarynka (Tangerine)                                               | Selena              | Sean Baker         |
| 2015 | Sexy-myjnia w bikini (All American Bikini Car Wash)                  | dziewczyna w bikini | Nimrod Zalmanowitz |
| 2015 | ToY                                                                  | modelka             | Patrick Chapman    |
| 2016 | X-Rated 2: The Greatest Adult Stars of All Time! (film dokumentalny) | w roli samej siebie | Bryn Pryor         |
| 2017 | Diminuendo                                                           | Vanessa Henstridge  | Adrian Stewart     |

## Nagrody
| Rok  | Nagroda                    | Kategoria                                         | Film                                                  | Inni wykonawcy |
| ---- | -------------------------- | ------------------------------------------------- | ----------------------------------------------------- | --- |
| 2017 | XBIZ Award                 | Najlepsza scena seksu w realizacji gonzo          | Black Anal Asses (2016)                               | Manuel Ferrara |
| 2018 | XBIZ Award                 | Najlepsza scena seksu                             | Axel Braun’s Brown Sugar (2017)                       | Small Hands |
| 2018 | Urban X Award              | Wykonawczyni roku                                 | –                                                     | – |
| 2018 | XCritic Award              | Niedoceniana gwiazdka                             | –                                                     | – |
| 2019 | AVN Award                  | Najlepsza scena seksu grupowego                   | After Dark (2018)                                     | Tori Black, Jessa Rhodes, Mia Malkova, Kira Noir, Vicki Chase, Angela White, Abella Danger, Bambino, Mick Blue, Ricky Johnson, Alex Jones i Ryan Driller |
| 2020 | Spank Bank Technical Award | Amerykańska sympatia porno                        | –                                                     | – |
| 2021 | XBIZ Award                 | Najlepsza scena seksu samych dziewczyn            | Primary (2020)                                        | Kira Noir i Serena Blair |
| 2022 | XBIZ Award                 | Najlepsza scena seksu samych dziewczyn            | Sweet Sweet Sally Mae (2021)                          | Scarlit Scandal |
| 2022 | XBIZ Award                 | Najlepsza scena seksu w wirtualnej rzeczywistości | Wicked Wedding (2021)                                 | Daya Knight, Sommer Isabella, September Reign i John Strong                                                                                              |
| 2022 | Urban X Award              | Gwiazda porno roku                                | –                                                     | – |
| 2022 | Urban X Award              | Aleja sław Urban X Hall of Fame                   | –                                                     | – |
| 2024 | AVN Award                  | Najbardziej oburzająca scena seksu                | Raining Blood/Night of the Jizzed-In Dead (2023)      | Tommy Pistol |
| 2025 | XMA Award                  | Najlepsza scena seksu samych dziewczyn            | Come Out to Play: An All–Girls Warriors Parody (2024) | Penny Barber, Casey Calvert, Lulu Chu, Leana Lovings, Little Puck, Hailey Rose, Serene Siren, Codi Vore i Jane Wilde                                     |